# Ryo Takano
Ryo Takano (高野 遼 Takano Ryo?, Kanagawa, 13 de noviembre de 1994) es un futbolista japonés que juega como defensa en el S. C. Sagamihara.

## Trayectoria

### Clubes
| Club                    | País  | Año       |
| ----------------------- | ----- | --------- |
| Shonan Bellmare         | Japón | 2015      |
| Yokohama F. Marinos     | Japón | 2016-2021 |
| Ventforet Kofu (cedido) | Japón | 2017-2018 |
| Júbilo Iwata            | Japón | 2021-2023 |
| S. C. Sagamihara        | Japón | 2024-     |

## Palmarés

### Títulos nacionales
| Título    | Club                | País  | Año  |
| --------- | ------------------- | ----- | ---- |
| J1 League | Yokohama F. Marinos | Japón | 2019 |